# Eusebiuskerk

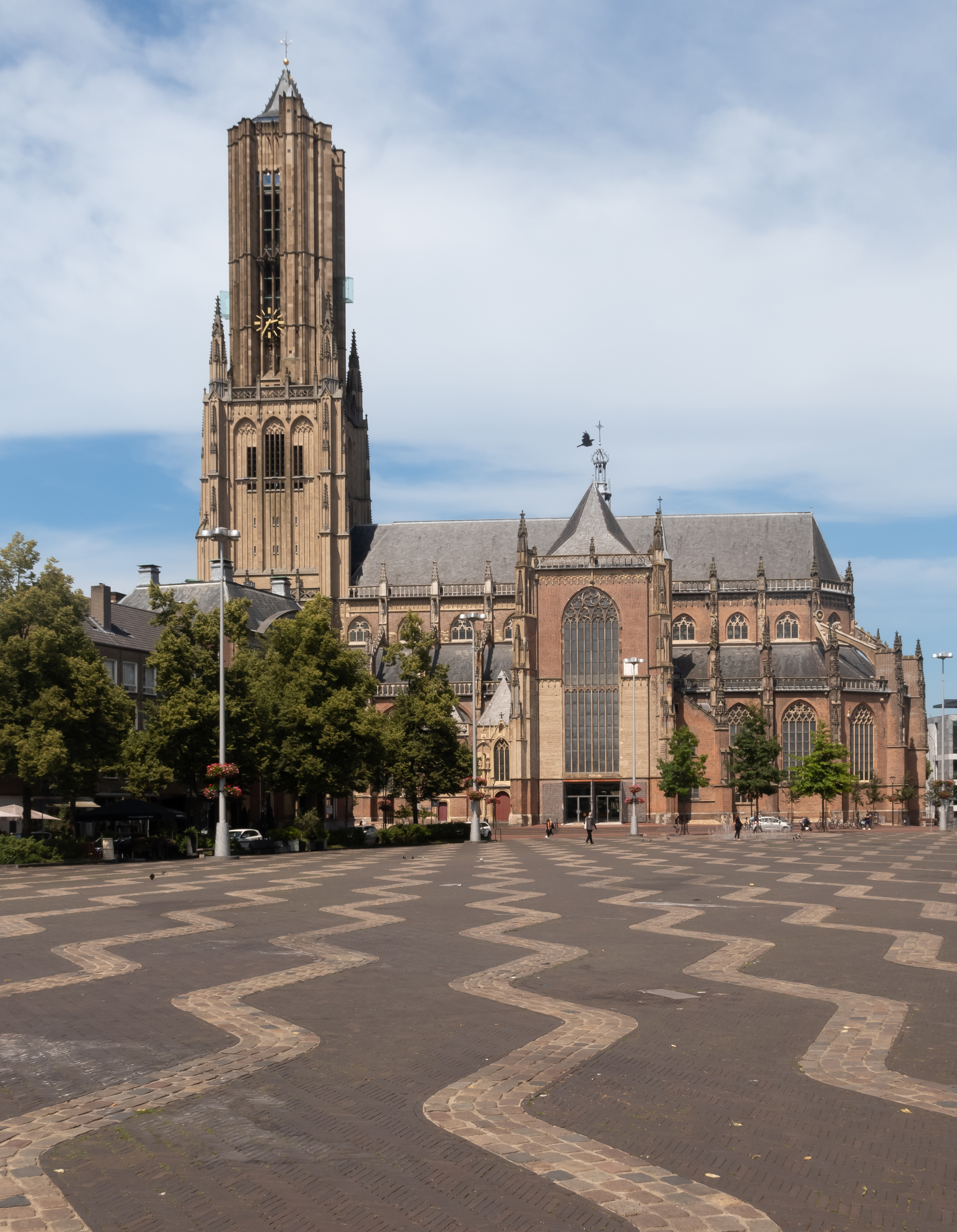
Die Eusebiuskerk in Arnhem

Die Eusebiuskerk oder Grote Kerk (deutsch Große Kirche) ist die Hauptkirche der niederländischen Stadt Arnhem. Sie gehört zur Protestantischen Kirche in den Niederlanden.

## Geschichte

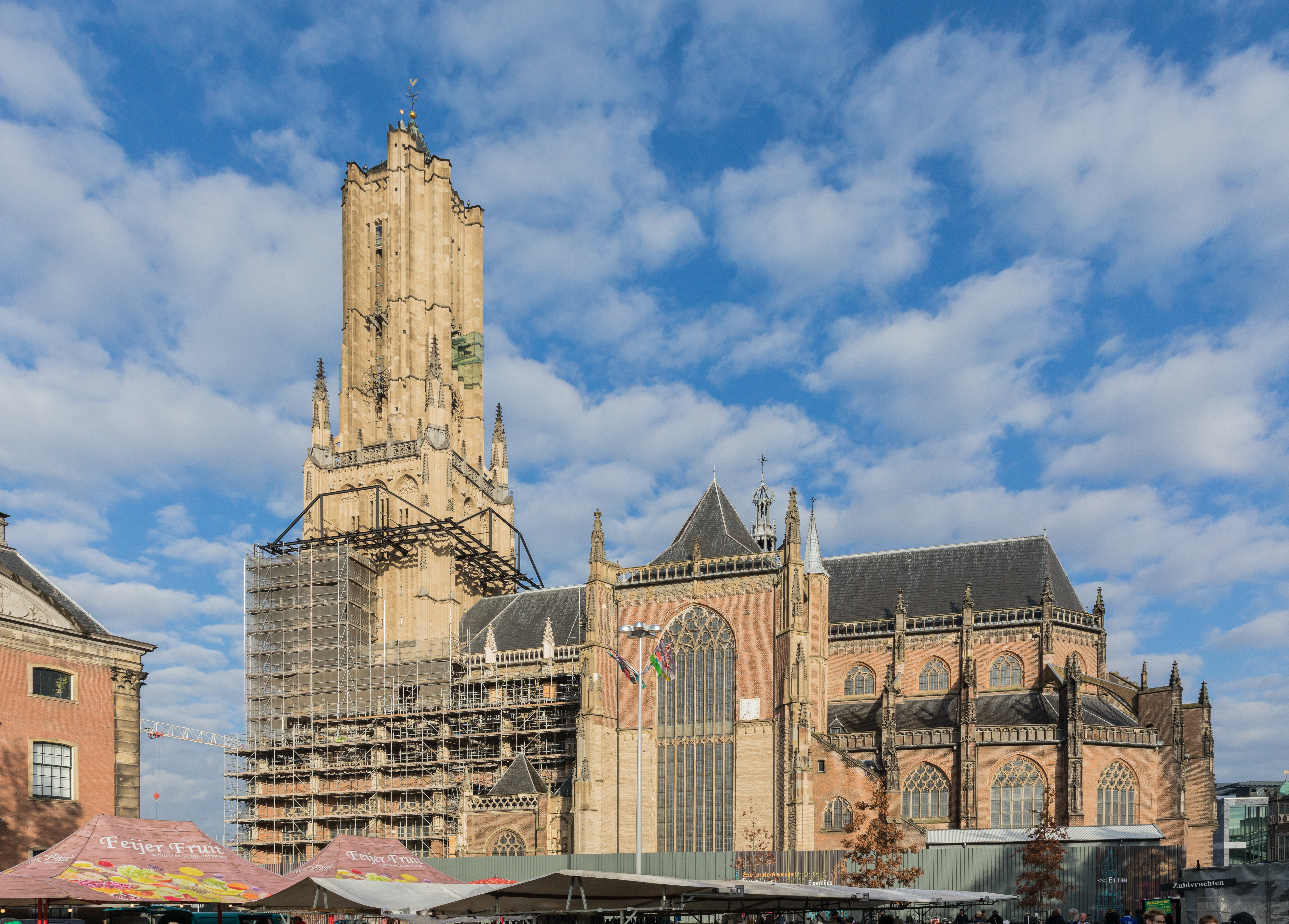
Ansicht von Süden

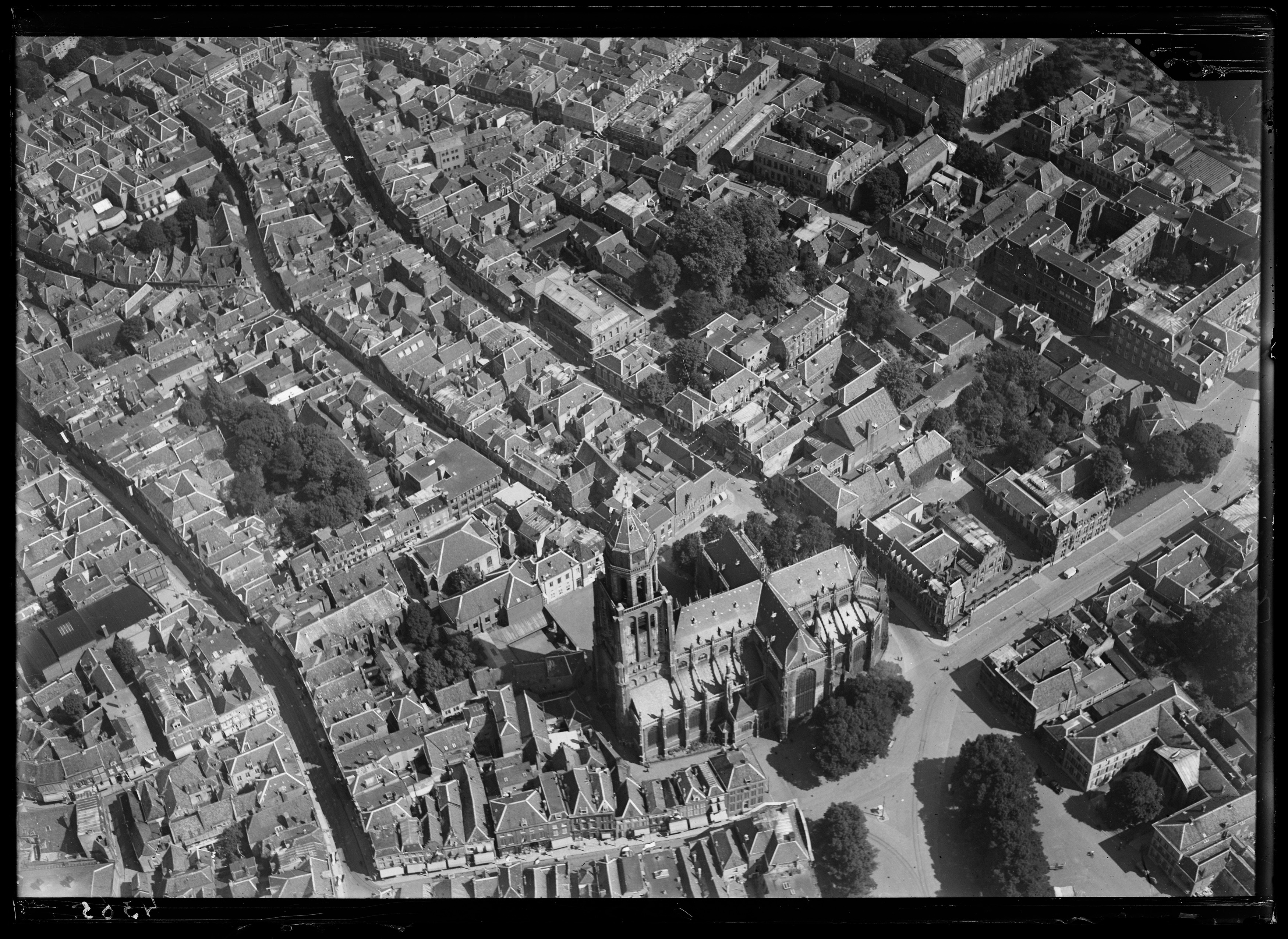
Eusebius Kirche auf Luftbild der Luchtvaartafdeeling (Luftwaffe), 1920–1940

Die Eusebiuskerk hat die Form einer dreischiffigen Kreuzbasilika. Der Bau begann 1450 und wurde nach über hundert Jahren abgeschlossen. Stilistisch orientiert sich der Bau stark an der Xantener Stiftskirche St. Viktor. In der Kirche befindet sich das Prunkgrab des geldrischen Herzogs Karl von Egmond. Der 93 Meter hohe Turm beherbergt ein großes Carillon mit der zweitgrößten Carillonglocke der Niederlande.
Im Zweiten Weltkrieg wurde die Kirche mit der Stadt größtenteils zerstört. Während das Kirchenschiff originalgetreu wiederaufgebaut wurde, erhielt der Turm einen modernen Abschluss, der 1964 vollendet wurde und über einen gläsernen Aufzug als Aussichtsplattform zugänglich ist. Die Kirche wird nicht mehr ausschließlich als Sakralraum, sondern für verschiedene Zwecke genutzt.

## Orgel
1769/70 errichteten die Orgelbauer Gebrüder Johannes und Johann Michael Wagner eine große Orgel, die 1944 bei einem Bombenangriff auf Arnhem völlig zerstört wurde. Die heutige große Orgel wurde 1961 angekauft. Sie stand in der Evangelisch Lutherschen Kirche in Amsterdam und war 1795 von dem Orgelbauer Johannes Stephanus Strümphler errichtet worden. Das Instrument hat 50 Register auf drei Manualen und Pedal.
| I Rückpositiv C–f3 |     |
| Quintadeen         | 16′ |
| Prestant           | 8′  |
| Flute douce        | 8′  |
| Octaaf             | 4′  |
| Gedekt fluit       | 4′  |
| Gedekte quint      | 3′  |
| Speelfluit         | 2′  |
| Flageolet          | 1′  |
| Mixtuur IV–VI      |     |
| Sesquialtera IV    |     |
| Fagot              | 16′ |
| Hobo               | 8′  |
| Tremulant          |     |

| II Hauptwerk C–f3 |     |
| Prestant          | 16′ |
| Bourdon           | 16′ |
| Prestant          | 8′  |
| Holpijp           | 8′  |
| Octaaf            | 4′  |
| Spitsfluit        | 4′  |
| Quint             | 3′  |
| Octaaf            | 2′  |
| Open Fluit        | 2′  |
| Mixtuur VI        |     |
| Cornet IV         |     |
| Trompet           | 16′ |
| Trompet           | 8′  |

| III Oberwerk C–f3 |    |
| Prestant          | 8′ |
| Roerfluit         | 8′ |
| Viola da Gamba    | 8′ |
| Quintadeen        | 8′ |
| Octaaf            | 4′ |
| Openfluit         | 4′ |
| Nasard            | 3′ |
| Octaaf            | 2′ |
| Woudfluit         | 2′ |
| Scherp III        |    |
| Dulciaan          | 8′ |
| Vox Humana        | 8′ |
| Cornet à piston   | 8′ |
| Tremulant         |    |

| Pedal C–d1 |     |
| Prestant   | 16′ |
| Subbas     | 16′ |
| Roerquint  | 12′ |
| Octaaf     | 8′  |
| Bourdon    | 8′  |
| Octaaf     | 4′  |
| Nachthoorn | 2′  |
| Mixtuur IV |     |
| Bazuin     | 16′ |
| Trompet    | 8′  |
| Trompet    | 4′  |
| Cornet     | 2′  |

- Koppeln: I/II, III/II, I/P, II/P